# Smile (album Boris)
Smile – album japońskiego zespołu Boris wydany 7 marca 2008. Zawiera m.in. cover japońskiej supergrupy Pyg pt. „Hana, Taiyō, Ame” (jap. 花・太陽・雨 Kwiat, słońce, deszcz).

## Lista utworów

### Wersja Diwphalanx Records
1. „Messēji” (jap. メッセージ) – 7:06
2. „Buzz-In” – 2:34
3. „Hanate!” (jap. 放て!) – 5:02
4. „Hana, Taiyō, Ame” (jap. 花・太陽・雨) – 5:35
5. „Tonari no Satān” (jap. となりのサターン) – 5:20
6. „Kare Hateta Saki” (jap. 枯れ果てた先) – 7:26
7. „Kimi wa Kasa o Sashiteita” (jap. 君は傘をさしていた) – 9:19
8. „Untitled” – 19:20 (bonus track, „Kimi wa Kasa o Sashiteita” cz. 2)

### Wersja Southern Lord Records
1. „Flower, Sun, Rain” – 7:26 („Hana, Taiyō, Ame” w japońskiej wersji)
2. „Buzz-In” – 2:57
3. „Laser Beam” – 4:29 („Hanate!” w japońskiej wersji)
4. „Statement” – 3:24 (inny miks; „Messēji” w japońskiej wersji)
5. „My Neighbor Satan” – 5:17 („Tonari no Satān”  w japońskiej wersji)
6. „Ka Re Ha Te Ta Sa Ki – No Ones Grieve” – 8:58 („Kare Hateta Saki”  w japońskiej wersji)
7. „You Were Holding an Umbrella” – 8:54 („Kimi wa Kasa o Sashiteita”  w japońskiej wersji)
8. „Untitled” – 15:28 (Stephen O’Malley – gitara)